# Szwajcaria na Zimowych Igrzyskach Olimpijskich Młodzieży 2020
Szwajcaria na Zimowych Igrzyskach Olimpijskich Młodzieży 2020 – reprezentacja Szwajcarii na zimowych igrzyskach olimpijskich młodzieży rozegranych w Lozannie w dniach 9–22 stycznia 2020 roku. Skład reprezentacji liczył 112 zawodników.

## Medaliści
| Medal  | Zawodnik                                                  | Dyscyplina                       | Konkurencja                           | Data        |        |
| ------ | --------------------------------------------------------- | -------------------------------- | ------------------------------------- | ----------- | ------ |
| złoto  | Amélie Klopfenstein                                       | Narciarstwo alpejskie            | Supergigant kobiet                    | 10 stycznia | [ 1 ]  |
| złoto  | Caroline Ulrich                                           | Skialpinizm                      | Zawody indywidualne kobiet            | 10 stycznia | [ 2 ]  |
| złoto  | Thomas Bussard                                            | Skialpinizm                      | Zawody indywidualne mężczyzn          | 10 stycznia | [ 3 ]  |
| złoto  | Amélie Klopfenstein                                       | Narciarstwo alpejskie            | Slalom gigant kobiet                  | 12 stycznia | [ 4 ]  |
| złoto  | Robin Bussard Thomas Bussard Thibe Deseyn Caroline Ulrich | Skialpinizm                      | Sztafeta mieszana                     | 14 stycznia | [ 5 ]  |
| złoto  | Siri Wigger                                               | Biegi narciarskie                | Cross stylem dowolnym kobiet          | 18 stycznia | [ 6 ]  |
| złoto  | Marie Karoline Krista                                     | Narciarstwo dowolne              | Ski Cross kobiet                      | 19 stycznia | [ 7 ]  |
| złoto  | Siri Wigger                                               | Biegi narciarskie                | Sprint stylem dowolnym kobiet         | 19 stycznia | [ 8 ]  |
| złoto  | Valerio Jud                                               | Snowboarding                     | Snowboard cross mężczyzn              | 20 stycznia | [ 9 ]  |
| złoto  | Anouk Dörig Valerio Jud Marie Krista Robin Tissières      | Narciarstwo dowolne Snowboarding | Cross drużynowy                       | 21 stycznia | [ 10 ] |
| srebro | Thibe Deseyn                                              | Skialpinizm                      | Zawody indywidualne kobiet            | 10 stycznia | [ 2 ]  |
| srebro | Robin Bussard                                             | Skialpinizm                      | Zawody indywidualne mężczyzn          | 10 stycznia | [ 3 ]  |
| srebro | Sandro Zurbruegg                                          | Narciarstwo alpejskie            | Slalom gigant mężczyzn                | 13 stycznia | [ 11 ] |
| srebro | Lena Volken                                               | Narciarstwo alpejskie            | Slalom kobiet                         | 14 stycznia | [ 12 ] |
| srebro | Luc Roduit                                                | Narciarstwo alpejskie            | Slalom mężczyzn                       | 14 stycznia | [ 13 ] |
| srebro | Siri Wigger                                               | Biegi narciarskie                | Bieg na 5 km stylem klasycznym kobiet | 21 stycznia | [ 14 ] |
| brąz   | Luc Roduit                                                | Narciarstwo alpejskie            | Supergigant mężczyzn                  | 10 stycznia | [ 15 ] |
| brąz   | Amélie Klopfenstein                                       | Narciarstwo alpejskie            | Kombinacja alpejska kobiet            | 11 stycznia | [ 16 ] |
| brąz   | Luc Roduit                                                | Narciarstwo alpejskie            | Slalom gigant mężczyzn                | 13 stycznia | [ 11 ] |
| brąz   | Bianca Gisler                                             | Snowboarding                     | Slopestyle kobiet                     | 18 stycznia | [ 17 ] |
| brąz   | Berenice Wicki                                            | Snowboarding                     | Halfpipe kobiet                       | 20 stycznia | [ 18 ] |
| brąz   | Anouk Dörig                                               | Snowboarding                     | Snowboard cross kobiet                | 20 stycznia | [ 19 ] |
| brąz   | Nick Pünter                                               | Snowboarding                     | Slopestyle mężczyzn                   | 20 stycznia | [ 20 ] |
| brąz   | Livio Summermatter                                        | Skeleton                         | Zawody indywidualne mężczyzn          | 20 stycznia | [ 21 ] |

Medale nieuwzględniane w klasyfikacji medalowej
| Medal  | Zawodnik           | Dyscyplina      | Konkurencja                            | Data        |        |
| ------ | ------------------ | --------------- | -------------------------------------- | ----------- | ------ |
| złoto  | Nubya Aeschlimann  | Hokej na lodzie | Turniej drużyn mieszanych 3×3 kobiet   | 15 stycznia | [ 22 ] |
| srebro | Angelina Hurschler | Hokej na lodzie | Turniej drużyn mieszanych 3×3 kobiet   | 15 stycznia | [ 22 ] |
| srebro | Jan Hornecker      | Hokej na lodzie | Turniej drużyn mieszanych 3×3 mężczyzn | 15 stycznia | [ 23 ] |
| brąz   | Valerie Christmann | Hokej na lodzie | Turniej drużyn mieszanych 3×3 kobiet   | 15 stycznia | [ 22 ] |

## Skład reprezentacji
Na igrzyskach olimpijskich młodzieży wystąpi 112 zawodników (56 kobiet i 56 mężczyzn), którzy wystąpią w 15 dyscyplinach. Drużyna obejmuje również 77 trenerów i innych osób.
| Dyscyplina            | Kobiety | Mężczyźni | Razem |
| --------------------- | ------- | --------- | ----- |
| Biathlon              | 4       | 4         | 8     |
| Biegi narciarskie     | 3       | 3         | 6     |
| Bobsleje              | 2       | 1         | 3     |
| Curling               | 2       | 2         | 4     |
| Hokej na lodzie       | 22      | 21        | 43    |
| Kombinacja norweska   | 0       | 1         | 1     |
| Łyżwiarstwo figurowe  | 2       | 2         | 4     |
| Łyżwiarstwo szybkie   | 0       | 1         | 1     |
| Narciarstwo alpejskie | 3       | 3         | 6     |
| Narciarstwo dowolne   | 5       | 5         | 10    |
| Short track           | 1       | 1         | 2     |
| Skeleton              | 2       | 2         | 4     |
| Skialpinizm           | 2       | 2         | 4     |
| Skoki narciarskie     | 2       | 2         | 4     |
| Snowboarding          | 6       | 6         | 12    |
| Razem                 | 56      | 56        | 112   |

| Zawodniczka           | Data urodzenia            | Dyscyplina            | Kanton          |
| --------------------- | ------------------------- | --------------------- | --------------- |
| Nubya Aeschlimann     | 11 listopada 2004(dts)    | Hokej na lodzie       | Berno           |
| Anouk Andraska        | 24 stycznia 2004(dts)     | Narciarstwo dowolne   | A. Ausserrhoden |
| Chiara Arnet          | 13 listopada 2003(dts)    | Biathlon              | Obwalden        |
| Alizee Aymon          | 22 listopada 2005(dts)    | Hokej na lodzie       | Valais          |
| Alessia Baechler      | 7 września 2005(dts)      | Hokej na lodzie       | Zurych          |
| Lara Berwert          | 27 lutego 2003(dts)       | Biathlon              | Obwalden        |
| Louana Bigler         | 21 lutego 2004(dts)       | Hokej na lodzie       | Berno           |
| Annic Büchi           | 2 kwietnia 2005(dts)      | Hokej na lodzie       | Zurych          |
| Bianca Buholzer       | 29 lutego 2002(dts)       | Biegi narciarskie     | Lucerna         |
| Emma Sunshine Burkard | 30 marca 2002(dts)        | Skeleton              | Zug             |
| Yara Burkhalter       | 9 kwietnia 2002(dts)      | Biathlon              | Berno           |
| Valerie Christmann    | 26 lutego 2004(dts)       | Hokej na lodzie       | Nidwalden       |
| Anais Coraducci       | 6 maja 2003(dts)          | Łyżwiarstwo figurowe  | Fryburg         |
| Mona Danuser          | 24 stycznia 2002(dts)     | Snowboarding          | Gryzonia        |
| Malin Da Ros          | 20 maja 2003(dts)         | Curling               | St. Gallen      |
| Thibe Deseyn          | 18 marca 2003(dts)        | Skialpinizm           | Vaud            |
| Siria Dore            | 6 maja 2004(dts)          | Hokej na lodzie       | Berno           |
| Anouk Dörig           | 5 października 2002(dts)  | Snowboarding          | St. Gallen      |
| Delia Durrer          | 14 listopada 2002(dts)    | Narciarstwo alpejskie | Nidwalden       |
| Margaux Favre         | 23 czerwca 2005(dts)      | Hokej na lodzie       | Fryburg         |
| Elena Gaberell        | 2 maja 2005(dts)          | Hokej na lodzie       | Ticino          |
| Jill Gander           | 22 grudnia 2004(dts)      | Skeleton              | Lucerna         |
| Bianca Gisler         | 15 lutego 2003(dts)       | Snowboarding          | Gryzonia        |
| Nadia Häner           | 14 lutego 2004(dts)       | Hokej na lodzie       | Solura          |
| Nina Harju            | 14 czerwca 2004(dts)      | Hokej na lodzie       | Zurych          |
| Angelina Hurschler    | 18 sierpnia 2004(dts)     | Hokej na lodzie       | St. Gallen      |
| Marina Kälin          | 28 lipca 2003(dts)        | Biegi narciarskie     | Gryzonia        |
| Chiara Kehl           | 21 czerwca 2004(dts)      | Hokej na lodzie       | Zurych          |
| Emily Kilburn         | 13 października 2002(dts) | Bobsleje              | Zurych          |
| Rea Kindlimann        | 4 października 2002(dts)  | Skoki narciarskie     | Zurych          |
| Amélie Klopfenstein   | 18 września 2002(dts)     | Narciarstwo alpejskie | Berno           |
| Lenni Kozuh           | 25 grudnia 2004(dts)      | Hokej na lodzie       | Berno           |
| Marie Karoline Krista | 9 stycznia 2002(dts)      | Narciarstwo dowolne   | Berno           |
| Renée Lendi           | 20 listopada 2004(dts)    | Hokej na lodzie       | Zurych          |
| Isabelle Lötscher     | 20 maja 2004(dts)         | Snowboarding          | Zurych          |
| Zoe Mächler           | 16 maja 2005(dts)         | Hokej na lodzie       | Zurych          |
| Alina Marti           | 23 kwietnia 2004(dts)     | Hokej na lodzie       | Berno           |
| Marlene Sophie Perren | 28 lipca 2003(dts)        | Biathlon              | Gryzonia        |
| Jana Lia Peter        | 25 kwietnia 2005(dts)     | Hokej na lodzie       | Zurych          |
| Lisa Poletti          | 18 marca 2004(dts)        | Hokej na lodzie       | Ticino          |
| Michelle Rageth       | 28 lipca 2003(dts)        | Narciarstwo dowolne   | Zug             |
| Aurelie Sainz         | 14 kwietnia 2003(dts)     | Narciarstwo dowolne   | Valais          |
| Vanessa Schmid        | 2 września 2004(dts)      | Hokej na lodzie       | Berno           |
| Sandra Schmidt        | 12 lutego 2004(dts)       | Hokej na lodzie       | Gryzonia        |
| Xenia Schwaller       | 16 września 2002(dts)     | Curling               | Zurych          |
| Elsa Sjöstedt         | 3 października 2003(dts)  | Narciarstwo dowolne   | Valais          |
| Sara Snyder           | 12 września 2002(dts)     | Bobsleje              | Zurych          |
| Jade Surdez           | 22 listopada 2004(dts)    | Hokej na lodzie       | Jura            |
| Emely Torazza         | 2 listopada 2004(dts)     | Skoki narciarskie     | Glarus          |
| Alexia Turunen        | 19 października 2004(dts) | Short track           | Valais          |
| Caroline Ulrich       | 28 lutego 2002(dts)       | Skialpinizm           | Vaud            |
| Lena Volken           | 7 listopada 2002(dts)     | Narciarstwo alpejskie | Valais          |
| Berenice Wicki        | 24 września 2002(dts)     | Snowboarding          | Argowia         |
| Leonie Wiedmer        | 2 marca 2002(dts)         | Snowboarding          | Berno           |
| Siri Wigger           | 9 kwietnia 2003(dts)      | Biegi narciarskie     | Zurych          |
| Gina Zehnder          | 5 sierpnia 2005(dts)      | Łyżwiarstwo figurowe  | Zurych          |

| Zawodnik           | Data urodzenia            | Dyscyplina            | Kanton        |
| ------------------ | ------------------------- | --------------------- | ------------- |
| Thomas Abegglen    | 26 lutego 2002(dts)       | Snowboarding          | Berno         |
| Alessio Beglieri   | 5 stycznia 2004(dts)      | Hokej na lodzie       | Berno         |
| Lian Bichsel       | 18 maja 2004(dts)         | Hokej na lodzie       | Solura        |
| Gian Biele         | 20 czerwca 2003(dts)      | Snowboarding          | Zurych        |
| Noah Bodenstein    | 14 października 2004(dts) | Łyżwiarstwo figurowe  | Vaud          |
| Nicola Bolinger    | 20 kwietnia 2002(dts)     | Narciarstwo dowolne   | Gryzonia      |
| Robin Bussard      | 20 sierpnia 2002(dts)     | Skialpinizm           | Fryburg       |
| Thomas Bussard     | 20 sierpnia 2002(dts)     | Skialpinizm           | Fryburg       |
| Fantin Ciompi      | 9 lipca 2002(dts)         | Narciarstwo dowolne   | Vaud          |
| Mattia Comolli     | 4 marca 2004(dts)         | Hokej na lodzie       | Ticino        |
| Rodwin Dionicio    | 30 marca 2004(dts)        | Hokej na lodzie       | Appenzell A.  |
| Louis Füllemann    | 30 marca 2004(dts)        | Hokej na lodzie       | Berno         |
| Silvano Gini       | 8 kwietnia 2002(dts)      | Narciarstwo alpejskie | Gryzonia      |
| Fabian Gisler      | 15 października 2002(dts) | Bobsleje              | Schwyz        |
| Eliot Golay        | 2 lipca 2003(dts)         | Snowboarding          | Vaud          |
| Noah Greuter       | 5 lipca 2004(dts)         | Hokej na lodzie       | Zurych        |
| Flavio Gross       | 2 lutego 2002(dts)        | Łyżwiarstwo szybkie   | Bazylea-Okręg |
| Jan Hornecker      | 18 czerwca 2004(dts)      | Hokej na lodzie       | Zurych        |
| Noé In-Albon       | 23 lipca 2003(dts)        | Biathlon              | Schwyz        |
| Jan Iseli          | 13 kwietnia 2002(dts)     | Curling               | Solura        |
| Valerio Jud        | 24 lipca 2002(dts)        | Snowboarding          | St. Gallen    |
| Yanis Keller       | 21 września 2002(dts)     | Biathlon              | Zurych        |
| Pascal Kilchenmann | 26 lipca 2004(dts)        | Hokej na lodzie       | Berno         |
| David Knobel       | 8 grudnia 2002(dts)       | Biegi narciarskie     | St. Gallen    |
| Thomas Kolly       | 25 września 2003(dts)     | Narciarstwo dowolne   | Fryburg       |
| Robin Leibzig      | 25 kwietnia 2004(dts)     | Hokej na lodzie       | Genewa        |
| Andrin Locher      | 2 marca 2004(dts)         | Hokej na lodzie       | Argowia       |
| Alessandro Lotorto | 23 stycznia 2004(dts)     | Snowboarding          | Obwalden      |
| Thibault Métraux   | 10 stycznia 2002(dts)     | Short track           | Vaud          |
| Leni Michellod     | 7 kwietnia 2004(dts)      | Hokej na lodzie       | Valais        |
| Finn Naber         | 8 marca 2004(dts)         | Hokej na lodzie       | Berno         |
| Timour Namalgue    | 13 lutego 2004(dts)       | Hokej na lodzie       | Berno         |
| Lean Niederberger  | 8 stycznia 2003(dts)      | Skoki narciarskie     | Obwalden      |
| Yannic Offner      | 4 lutego 2004(dts)        | Hokej na lodzie       | Berno         |
| Nick Pünter        | 1 marca 2002(dts)         | Snowboarding          | Zurych        |
| Mattheo Reinhard   | 26 czerwca 2004(dts)      | Hokej na lodzie       | Berno         |
| Nils Rhyner        | 20 grudnia 2002(dts)      | Narciarstwo dowolne   | Glarus        |
| Ramon Riebli       | 6 marca 2002(dts)         | Biegi narciarskie     | Obwalden      |
| Luc Roduit         | 1 marca 2002(dts)         | Narciarstwo alpejskie | Valais        |
| Jan Roth           | 3 sierpnia 2002(dts)      | Biathlon              | Berno         |
| Lars Rumo          | 8 stycznia 2002(dts)      | Skeleton              | Fryburg       |
| Antonin Savary     | 23 lutego 2002(dts)       | Biegi narciarskie     | Fryburg       |
| Thierry Schild     | 30 grudnia 2004(dts)      | Hokej na lodzie       | Berno         |
| Beda-Leon Sieber   | 20 maja 2004(dts)         | Łyżwiarstwo figurowe  | Zurych        |
| Livio Summermatter | 2 czerwca 2002(dts)       | Skeleton              | Valais        |
| Jonas Taibel       | 19 sierpnia 2004(dts)     | Hokej na lodzie       | Austria       |
| Simone Terraneo    | 30 czerwca 2004(dts)      | Hokej na lodzie       | Ticino        |
| Robin Tissières    | 8 kwietnia 2002(dts)      | Narciarstwo dowolne   | Neuchâtel     |
| Loris Uberti       | 5 sierpnia 2004(dts)      | Hokej na lodzie       | Valais        |
| Felix Ullmann      | 16 sierpnia 2003(dts)     | Biathlon              | Zurych        |
| Yanick Wasser      | 27 maja 2004(dts)         | Skoki narciarskie     | St. Gallen    |
| Maximilian Winz    | 30 maja 2002(dts)         | Curling               | Solura        |
| Lukas Wyser        | 22 lipca 2004(dts)        | Hokej na lodzie       | Bazylea-Okręg |
| Valentino Zaetta   | 8 stycznia 2004(dts)      | Hokej na lodzie       | Zug           |
| Nico Zarucchi      | 31 sierpnia 2003(dts)     | Kombinacja norweska   | Gryzonia      |
| Sandro Zurbruegg   | 21 września 2002(dts)     | Narciarstwo alpejskie | Berno         |